# Lewice (Opolskie)

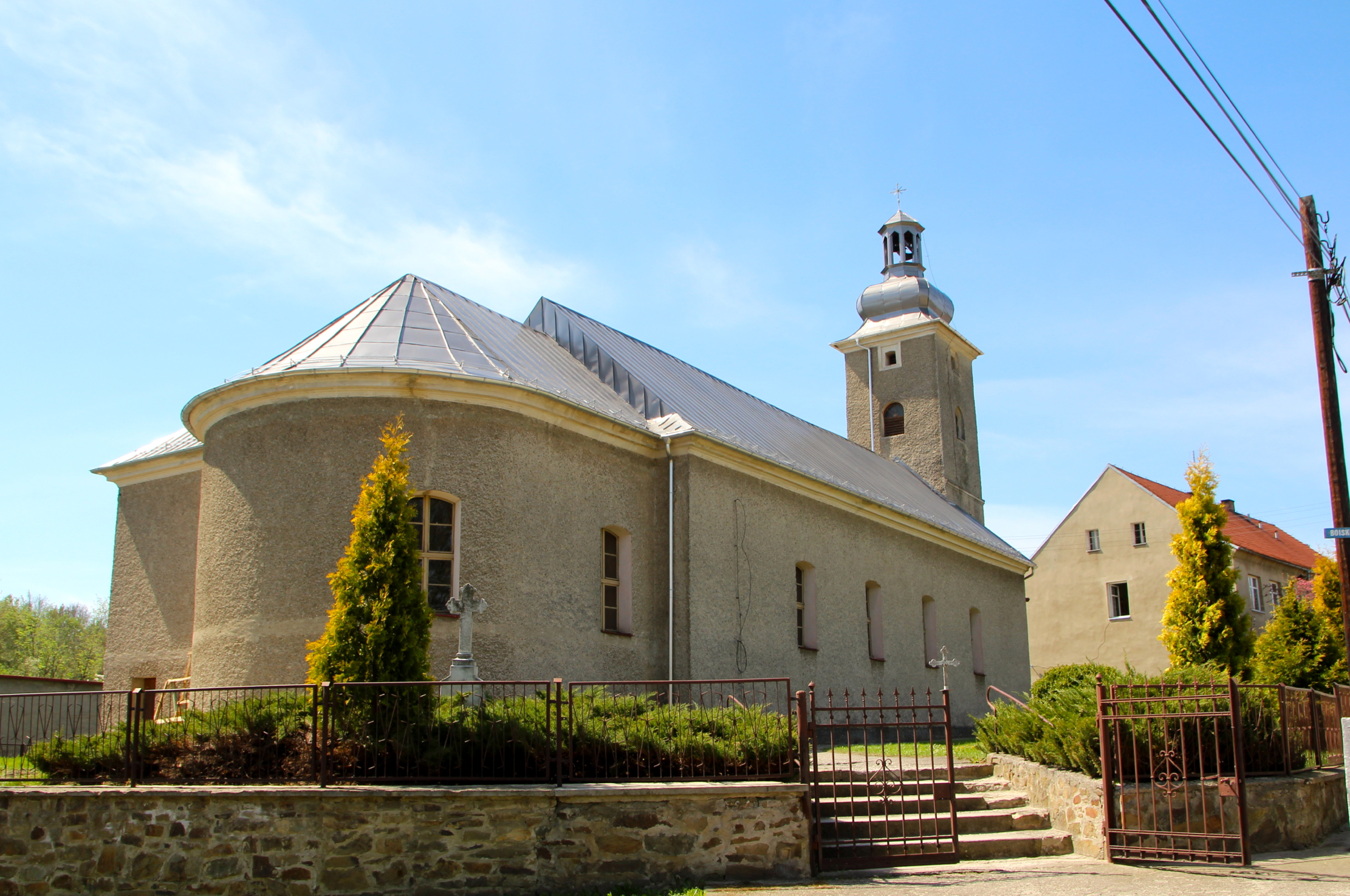
Di tích quốc gia Nhà thờ Thánh Maria Magdalene

Lewice là một ngôi làng của Ba Lan thuộc gmina Branice, Głubczycki, Opolskie, nằm trên cao nguyên Głubczyce bên cạnh chân dãy núi Opawskie về phía đông nam.
Ngôi làng là một phần của Khu Bảo tồn Cảnh quan Mokre - Lewice nằm trong thị trấn Prudnik.

## Tên gọi của làng
Theo nhà ngôn ngữ học người Đức Heinrich Adamy, tên gọi của thị trấn trong tiếng Ba Lan cổ có nghĩa là săn bắn. Trong tác phẩm của mình xuất bản năm 1888 ở Wrocław với nội dung nói về tên các địa phương ở Śląsk, Heinrich Adamy cũng đề cập đến tên "Łowic" (tên đầu tiên của làng) mang ý nghĩa là "Jagerdorf" - "Ngôi làng của những người thợ săn".

## Lịch sử
Trong lịch sử, thị trấn nằm trong lãnh thổ Moravia của Ba Lan, là khu vực của giáo phận Olomouc cũ. Năm 1234 người ta lần đầu tiên nhắc đến nó với tên gọi Leuiz thuộc tu viện Premonstratensian ở Zábrdovice gần Brno.  Khi quyền chính trị thuộc về Moravia và Công quốc Opava do ảnh hưởng của Śląsk, ngôi làng nằm trong biên giới của Vương quốc Phổ và là một thị trấn nói tiếng Đức.
Từ năm 1975 đến năm 1998, theo bản đồ địa phận hành chính, ngôi làng thuộc tỉnh Opolskie.

## Di tích và di sản
Theo Ủy ban di sản quốc gia Ba Lan, danh sách các di tích quốc gia tại địa phương này gồm:
- Nhà thờ giáo xứ Thánh Maria Magdalene, năm 1834